# Ten Years Plus E.P.
Ten Years Plus E.P. è un EP del gruppo hardcore punk statunitense Bane, pubblicato nel 2006 da Equal Vision Records.

## Tracce
1. Reckoning Day – 3:27
2. Enjoy (cover di Björk) – 3:21

## Formazione
- Aaron Bedard - voce
- Aaron Dalbec - chitarra
- Zach Jordan - chitarra
- Pete Chilton - basso
- Bob Mahoney - batteria